# Crowdon
Crowdon – wieś w Anglii, w hrabstwie North Yorkshire, w dystrykcie (unitary authority) North Yorkshire. Leży 61 km na północny wschód od miasta York i 318 km na północ od Londynu.